# Mars 1813

## Événements
- 3 mars : traité d'alliance suédo-britannique.

- 4 mars, États-Unis : cérémonie d'investiture à Washington du président des États-Unis, James Madison, pour un deuxième mandat.

- 11 mars : entrée de l'armée russe à Berlin.

- 12 mars : le comte de Provence (le futur Louis XVIII) lance un manifeste revendiquant ses droits à la couronne de France[1].

- 16 mars : la Prusse déclare la guerre à la France[2].

- 18 mars : entrée des Russes à Hambourg.

- 19 mars : convention de Breslau entre la Russie et la Prusse[3].

- 20 mars : victoire des patriotes vénézuéliens à la première bataille de Maturín.

- 23 mars : le roi Joseph Bonaparte doit quitter Madrid pour Valladolid[4].

- 24 mars : rétractation de sa signature du concordat de Fontainebleau par le pape Pie VII.

- 27 avril : Wellington force les Français à abandonner définitivement Madrid[4].

- 29 mars, guerre d'indépendance du Mexique : l'armée républicaine du Nord défait l'armée royaliste espagnole dans le comté actuel de Bexar, au Texas.

## Naissances
- 15 mars : John Snow (mort en 1858), médecin britannique.
- 25 mars : Auguste Galimard, peintre, lithographe, créateur de vitraux et critique d'art français († 16 janvier 1880).

## Décès
- 11 mars : Jean-Louis Giraud-Soulavie (né en 1751), géographe, géologue, volcanologue, diplomate et historien français.
- 28 mars : Jean-Pierre Bergeret (né en 1752), médecin et botaniste français.